# Joan Callahan
Joan Callahan (1946 — 6 de junho de 2019) foi uma filósofa americana. Foi professora emérita de Filosofia na Universidade de Kentucky, uma instituição onde lecionou por mais de vinte anos e onde atuou em uma variedade de funções, incluindo a de diretora do Programa de Estudos de Gênero e Mulheres. A pesquisa de Callahan aborda a teoria feminista, a teoria crítica da raça, ética e filosofia social e política.

## Educação e carreira
Callahan formou-se em Filosofia pela Universidade de Massachusetts, Dartmouth, em 1976, antes de receber o grau de mestra em Ciências Humanas pelo Simmons College, em 1977, além de ter títulos de mestrado e doutorado em Filosofia pela Universidade de Maryland, College Park, datados de 1979 e 1982, respectivamente.
Depois do doutorado, Callahan assumiu uma vaga como professora no Departamento de Filosofia na Universidade do Estado do Louisiana, em 1982, antes de ser promovida a professora assistente, em 1983. Em 1986, ela deixou a Universidade do Estado do Louisiana para tornar-se professora assistente no Departamento de Filosofia da Universidade de Kentucky, onde ela ficou o resto de sua carreira. Ela foi promovida a professora associada em 1988 e professora titular em 1995. Tornou-se docente emérita em 2011. 
Callahan atuou no Conselho Editorial do jornal da American Philosophical Association de 1990 a 1994. Em 2007, Callahan recebeu o Prêmio de Distinção Filosófica da Sociedade Americana de Mulheres na Filosofia.

## Publicações
Callahan publicou um grande número de artigos científicos e contribuiu com vários capítulos de livros. Ela também contribuiu na edição de quatro volumes:  Reproduction, Ethics, and the Law: Feminist Perspectives, Menopause: A Midlife Passage, Preventing Birth: Contemporary Methods and Related Moral Controversies e Ethical Issues in Professional Life. 